# Andreas David Mordtmann

Andreas David Mordtmann

Andreas David Mordtmann [der Ältere] (* 11. Februar 1811 in Hamburg; † 30. Dezember 1879 in Konstantinopel) war ein deutscher Orientalist und Diplomat. Er war Konsul bzw. Geschäftsträger der Freien Hansestädte und des Großherzogtum Oldenburg in Konstantinopel, später Handelsrichter im osmanischen Reich und Professor an der Mekteb-i Mülkiye.

## Leben
Mordtmann war der Sohn eines Arbeiters und Galanteriewarenhändlers. Seine Mutter starb in seiner frühen Kindheit, mit 18 Jahren war er Vollwaise. Aus finanziellen Gründen musste er seine schulische Ausbildung an der Hamburger Gelehrtenschule in der Tertia abbrechen. Orientalische Sprachen brachte er sich im Selbststudium bei. Erste Anstellungen hatte er als Hilfslehrer, bevor der Hamburger Syndicus Karl Sieveking als sein Förderer ihm zunächst eine Verwaltungsstelle und dann 1840 eine bei der Stadtbibliothek zur Katalogisierung orientalischer Handschriften verschaffte. 1845 erschien seine, durch Carl Ritter angeregte, Übersetzung des Buch der Länder von al-Istachri. Dafür wurde er im gleichen Jahr von der Universität Kiel ehrenhalber zum Dr. phil. promoviert. 
Mordtmann wurde 1845 zunächst als Kanzlist bei der spanischen Gesandtschaft Interessenvertreter der Hansestädte Bremen, Hamburg und Lübeck bei der Hohen Pforte in Konstantinopel, seine Heimatstadt Hamburg besuchte er nie wieder. Dort nahm er verschiedene diplomatische Aufgaben wahr, zunächst ab 1847 als Geschäftsführer, ab 1851 als Geschäftsträger; ab 1851 war er auch Konsul des Großherzogtums Oldenburg. 1859 wurde die hanseatische Vertretung aufgelöst und durch Preußen übernommen. Mordtmann nahm die osmanische Staatsbürgerschaft an und war daraufhin von 1860 bis zu seiner Entlassung 1871 als Handelsrichter im osmanischen Dienst tätig. 1872 bis 1873 war er kurzzeitig Redakteur der Zeitschrift Phare du Bosphore. 1877 wurde er Professor für Geographie, Statistik und Ethnographie an der Mekteb-i Mülkiye (Staatswissenschaftliche Hochschule) in Istanbul.
Während seiner Zeit im osmanischen Reich unternahm Mordtmann ab 1850 zahlreiche Reisen, besonders in Kleinasien. Dabei studierte er Land und Leute und sammelt Material für seine epigraphischen und numismatischen Studien. Im Herbst 1858 reiste er mit Heinrich Barth im nördlichen Kleinasien, dabei besuchten sie auch Hattuscha.
Neben seinen dienstlichen Tätigkeiten befasste sich Mordtmann wissenschaftlich mit der Inschriftenkunde, Geographie und Geschichte der Gebiete des osmanischen Reiches von der Antike bis in das 19. Jahrhundert. Dank seiner Sprachkenntnisse forschte er zu Keilschriftdenkmälern ebenso wie etwa zu sassanidischen Gemmen oder byzantinischen Inschriften; grundlegend waren auch seine Forschungen zu den Pahlavi-Münzen.
Mordtmann heiratete 1838 Christina Fendt (1810–1891, geborene Brandemann). Aus der Ehe gingen sechs Kinder hervor: Andreas David der Jüngere (1837–1912), Arzt und Byzantinist, August Justus (1839–1912), Journalist und Schriftsteller, Doris (Dorothee) (1841–1927), Patricia (1844–?), Konstanze (1848–?) und Johannes Heinrich (1852–1932), Diplomat und Orientalist.
Begraben wurde er am 2. Januar 1880 auf dem protestantischen Friedhof von Feriköy.

## Ehrungen und Mitgliedschaften
- 1846 korrespondierendes Mitglied der Deutschen Morgenländischen Gesellschaft
- 1847 korrespondierendes Mitglied der Royal Asiatic Society in London
- 1853 korrespondierendes Mitglied der Real Academia de la Historia in Madrid
- 1860 korrespondierendes Mitglied des Istituto di Corrispondenza archeologica
- 1863 ordentliches Mitglied der Ο Εν Κωνσταντινουπόλει Ελληνικός Φιλολογικός Σύλλογος in Konstantinopel
- 1869 korrespondierendes Mitglied der Königlich Bayerischen Akademie der Wissenschaften in München
- 1877 Ehrenmitglied des Φιλολογικός Σύλλογος Παρνασσός in Athen

## Schriften (Auswahl)
- Das Buch der Länder von Schech Ebu Ishak el Farsi el Isztachri. Aus dem Arabischen übersetzt von A. D. Mordtmann. Nebst einem Vorwort von C. Ritter (= Schriften der Akademie von Ham Band 1, Abth. 2). Rauhes Haus, Hamburg 1845 (Digitalisat).
- Auszüge aus Briefen des Dr. Mordtmann in Constantinopel an den Etatsrath Prof. Olshausen in Kiel. In: Zeitschrift der Deutschen Morgenländischen Gesellschaft, Band 2. 1848. S. 108–116 (Digitalisat).
- Nachrichten über Taberistan: aus dem Geschichtswerke Taberi's. In: Zeitschrift der Deutschen Morgenländischen Gesellschaft, Band 2. 1848. S. 285–314 (Digitalisat).
- Schreiben des hanseatischen Geschäftsträgers Dr. Mordtmann in Constantinopel an den Prof. Dr. Olshausen in Kiel. In: Zeitschrift der Deutschen Morgenländischen Gesellschaft, Band 4. 1850. S. 83–96 (Digitalisat).
- Erklärung der Münzen mit Pehlevi-Legenden. In: Zeitschrift der Deutschen Morgenländischen Gesellschaft 8, 1854, S. 1–194 (Digitalisat); 12, 1858, S. 1–56.
- Ueber den Ausdruck ...في حدود سنة . In: Zeitschrift der Deutschen Morgenländischen Gesellschaft, Band 9. 1855. S. 823–832 (Digitalisat).
- Zu der Münze des Chalifen Katarî. In: Zeitschrift der Deutschen Morgenländischen Gesellschaft, Band 9. 1855. S. 850–858 (Digitalisat).
- Erklärung der Münzen mit Pehlewi-Legenden. In: Zeitschrift der Deutschen Morgenländischen Gesellschaft, Band 12. 1855. S. 1–56 (Digitalisat).
- Belagerung und Eroberung Constantinopels durch die Türken im Jahre 1453. Nach den Original-Quellen bearbeitet von A. D. Mordtmann. Cotta, Stuttgart / Augsburg 1858 (Digitalisat; Nachdrucke Biblio-Verlag, Osnabrück 1987 und Wagener Edition, Melle 2004, ISBN 3-937283-05-6).
- Die Amazonen. Ein Beitrag zur unbefangenen Prüfung und Würdigung der ältesten Überlieferungen. Hahn’sche Hofbuchhandlung, Hannover 1862 (Digitalisat).
- mit Philipp Anton Dethier: Epigraphik von Byzantion und Constantinopolis von den ältesten Zeiten bis zum Jahre Christi 1453. Wien 1864.
- (anonym) Stambul und das moderne Türkenthum. Politische, sociale und biographische Bilder von einem Osmanen. 2 Bände, Duncker & Humblot, Leipzig 1877–78 (Digitalisat Band 1), (Band 2).
- Zur Pehlevi-Münzkunde. In: Zeitschrift der Deutschen Morgenländischen Gesellschaft 33, 1879, S. 82–142 (Digitalisat); 34, 1880, S. 1–162.
- Führer von Constantinopel mit historischer Einleitung von A. D. Mordtmann, und einem colorirten Plane der Stadt (Stambul, Galata, Pera, Skutari), nebst einer Übersichtskarte. Lorentz & Keil, Konstantinopel o. J. [1880].
  - französisch: Guide de Constantinople avec une introduction historique. Lorentz & Keil, Konstantinopel o. J. (Digitalisat).
- Anatolien. Skizzen und Reisebriefe aus Kleinasien (1850–1859). Eingeleitet und mit Anmerkungen versehen von Franz Babinger. Orient-Buchhandlung H. Lafaire, Hannover 1925 (zuerst unter dem Pseudonym CLH (Civis liber Hamburgensis = „Freier hamburgischer Bürger“) erschienen als Aufsätze in Das Ausland 1855–1863; Digitalisat).